# Ожина Євдокія Андріївна
Євдокія Андріївна Ожина (рос. Евдокия Андреевна Ожина; нар. 21 серпня 1918, Москва, РРСФР, СРСР — пом. 19 жовтня 2006, Москва, Росія) — радянська кондитерка, Герой Соціалістичної Праці (1971).

## Життєпис
Євдокія Ожина народилася 21 серпня 1918 року в Москві. У 1938 році прийшла на Московську кондитерську фабрику «Більшовик», де пройшовши навчання в навчальному комбінаті, та почала працювати кондитером. Згодом стала кондитером вищого класу, пекла торти для керівників СРСР: Сталіна, Хрущова та Брежнєва. Її торти припали до смаку королеві Великої Британії Єлизаветі II та короля Бельгії Бодуен I. Виїжджала в Японію, де навчала своїй майстерності японських кондитерів.
26 квітня 1971 року, Указом Президії Верховної Ради СРСР, за видатні успіхи, досягнуті у виконанні завдань п'ятирічного плану по розвитку харчової промисловості, Євдокії Ожині присвоєно звання Героя Соціалістичної Праці з врученням ордена Леніна та золотої медалі «Серп і Молот».
У 1980-і роки, пропрацювавши на фабриці більше 50 років, вийшла на заслужений відпочинок. Мешкала в Москві. 
Померла 19 жовтня 2006 року. Похована в Москві на Перепечинському цвинтарі.

## Доробок
- Євдокія Ожина. Шлях до майстерності / Літ. запис А. М. Сорокіна. — Москва: «Харчова промисловість», 1975. — 43 с.[1]

## Нагороди
- Орден Леніна (21.07.1966, 26.04.1971)
- Медаль «Серп і Молот»
- Медаль «За трудову доблесть» (28.05.1960).